# Яун
Я́ун (нім. Jaun) — громада в Швейцарії в кантоні Фрібур, округ Грюєр.

## Географія
Громада розташована на відстані близько 40 км на південь від Берна, 23 км на південний схід від Фрібура.
Яун має площу 55,2 км², з яких на 1,7 % дозволяється будівництво (житлове та будівництво доріг), 42,5 % використовуються в сільськогосподарських цілях, 38,9 % зайнято лісами, 16,9 % не є продуктивними (річки, льодовики або гори).

## Демографія
2019 року в громаді мешкало 643 особи (-6,3 % порівняно з 2010 роком), іноземців було 4,5 %. Густота населення становила 12 осіб/км².
За віковим діапазоном населення розподілялося таким чином: 21 % — особи молодші 20 років, 54,6 % — особи у віці 20—64 років, 24,4 % — особи у віці 65 років та старші. Було 250 помешкань (у середньому 2,5 особи в помешканні).
Із загальної кількості 251 працюючого 70 було зайнятих в первинному секторі, 65 — в обробній промисловості, 116 — в галузі послуг.